# パットン戦車博物館
パットン戦車博物館 (英語: Patton Museum of Cavalry and Armor) は、アメリカ合衆国ケンタッキー州ルイビル近郊のアメリカ陸軍駐屯地フォート・ノックス内の軍事博物館である。

## 歴史
アメリカ陸軍の軍人として第一次世界大戦・第二次世界大戦に参加し、早くから機甲戦の重要性を説いていたジョージ・パットン将軍を記念して1949年に開設され、多数の戦車や装甲戦闘車両が展示されていた。
フォート・ノックスには陸軍機甲学校があり、この博物館の展示車両は機甲学校の教材としての役目も果たしていた。

## 移転と再編
2000年代に入り、基地再編閉鎖(BRAC)委員会の決定によって機甲学校がフォート・ノックスからジョージア州コロンバスのフォート・ベニングに移転することとなり、2011年頃には博物館の戦車の多くも機甲学校と共にコロンバスに移動した。これらの戦車は現在、National Armor and Cavalry Heritage Foundation (国民機甲・騎兵遺産財団) によって管理されており、将来的にはこの地に開設予定の博物館 "National Armor and Cavalry Museum" において再び展示予定とのことである。
フォート・ノックスの当博物館はジョージ・パットン将軍博物館 (General George Patton Museum) として再編され、パットン将軍の生涯やアメリカ陸軍の歴史、歴代の陸軍指導者や司令官についての展示が行われている。少数の戦車は現在もパットン将軍博物館に残されている。

## 画像
以下の展示品はいずれも移転前の物である。

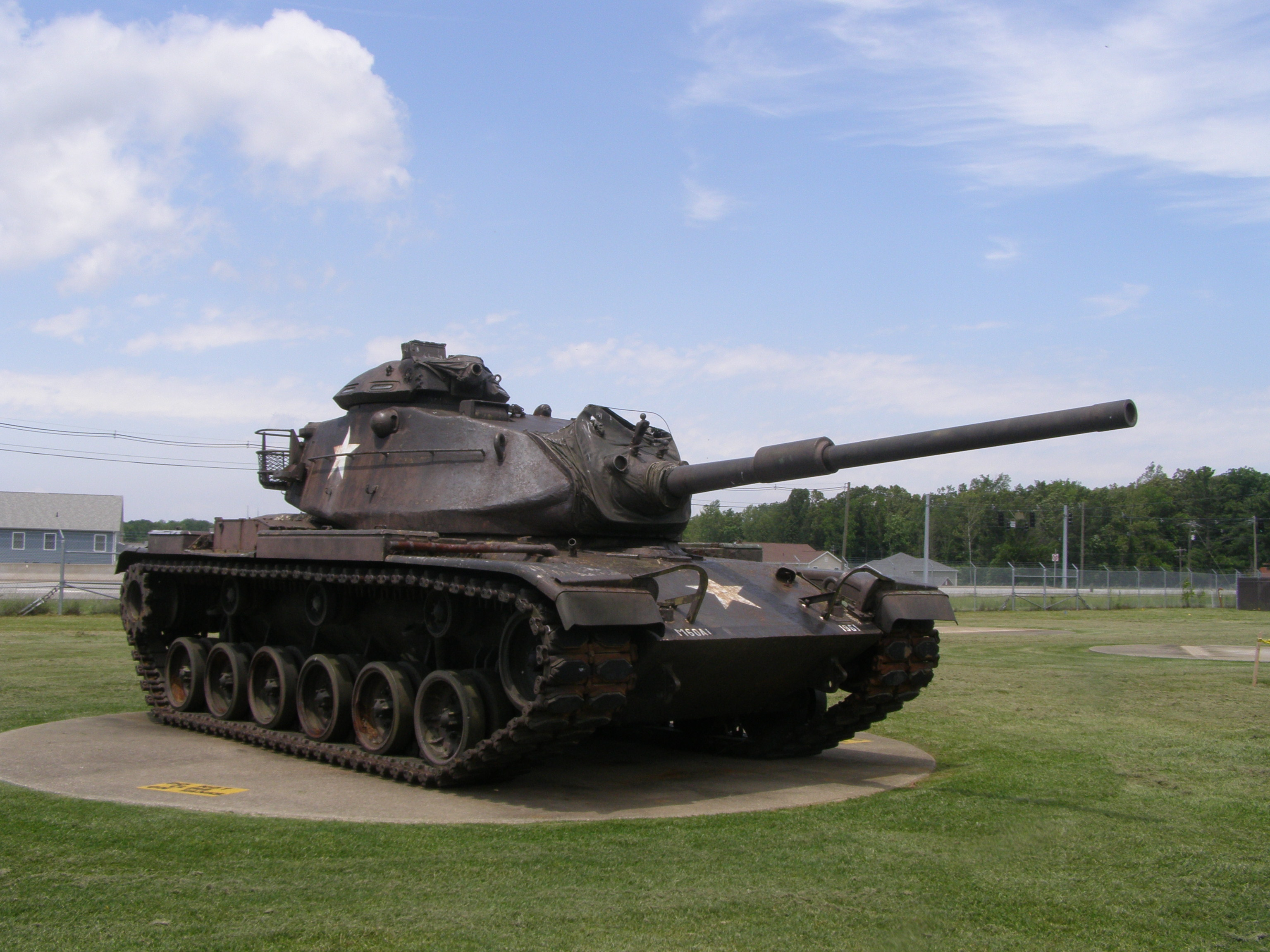
M60A1パットン
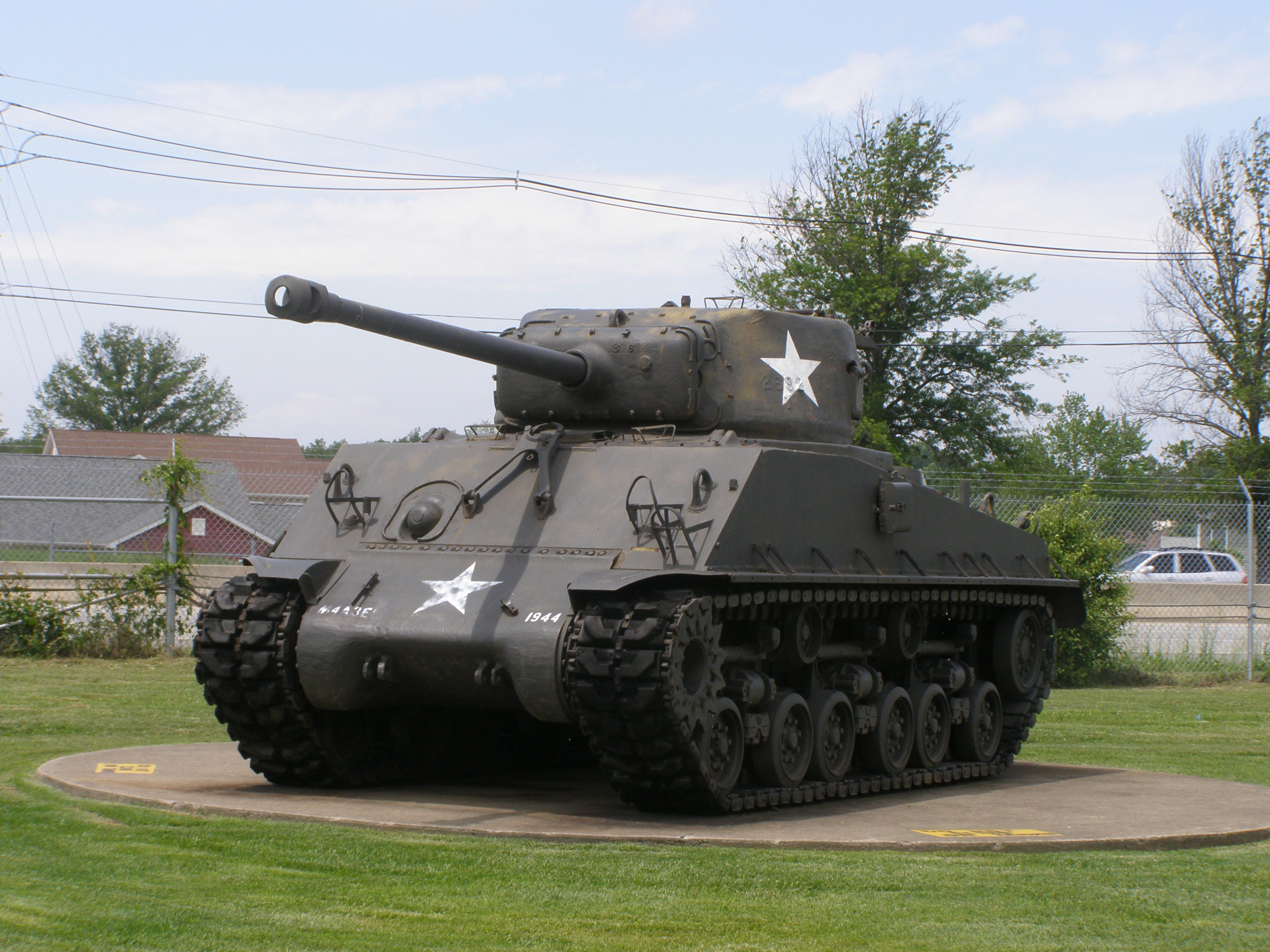
M4A3E8シャーマン
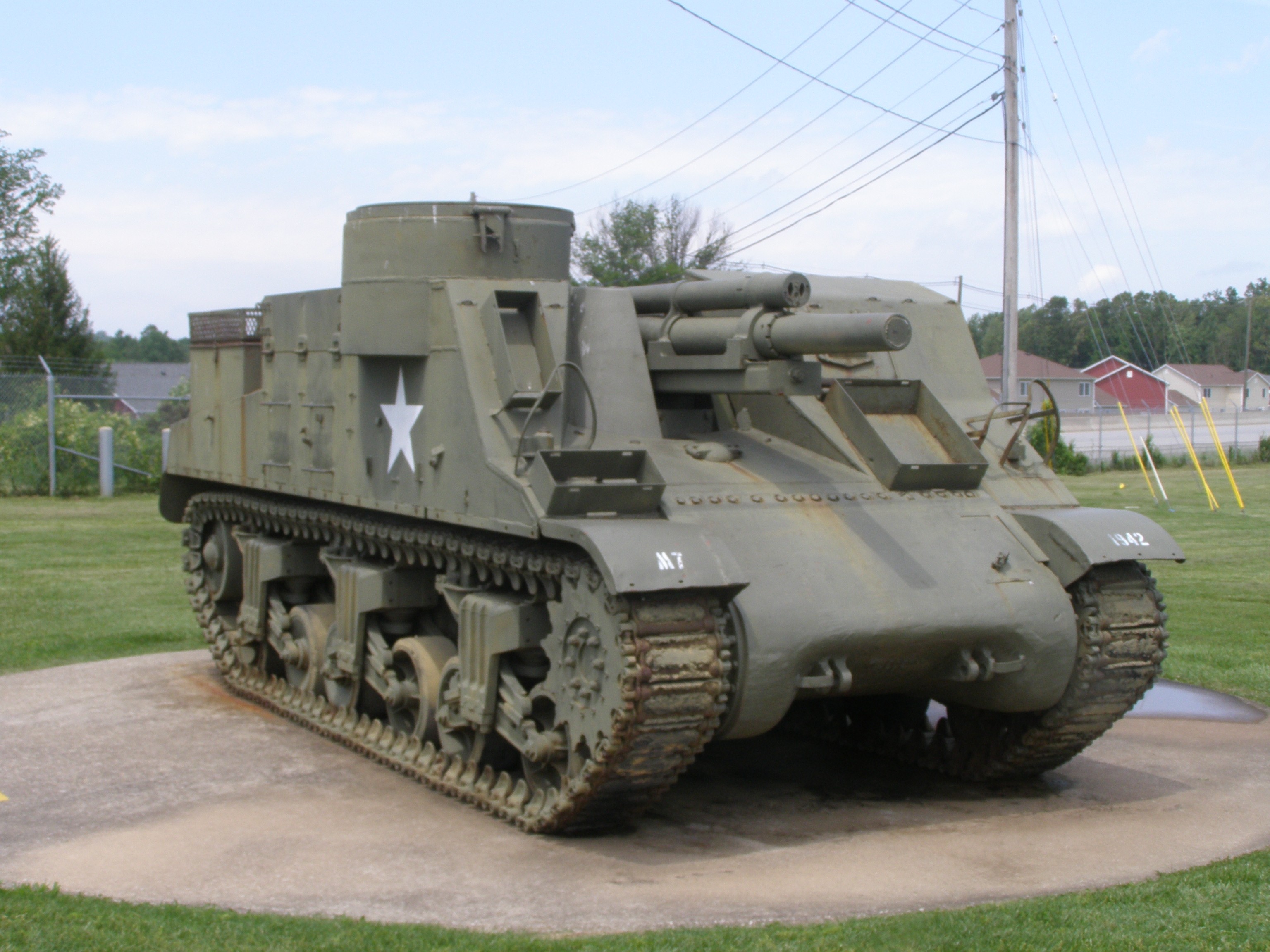
M7プリースト自走榴弾砲
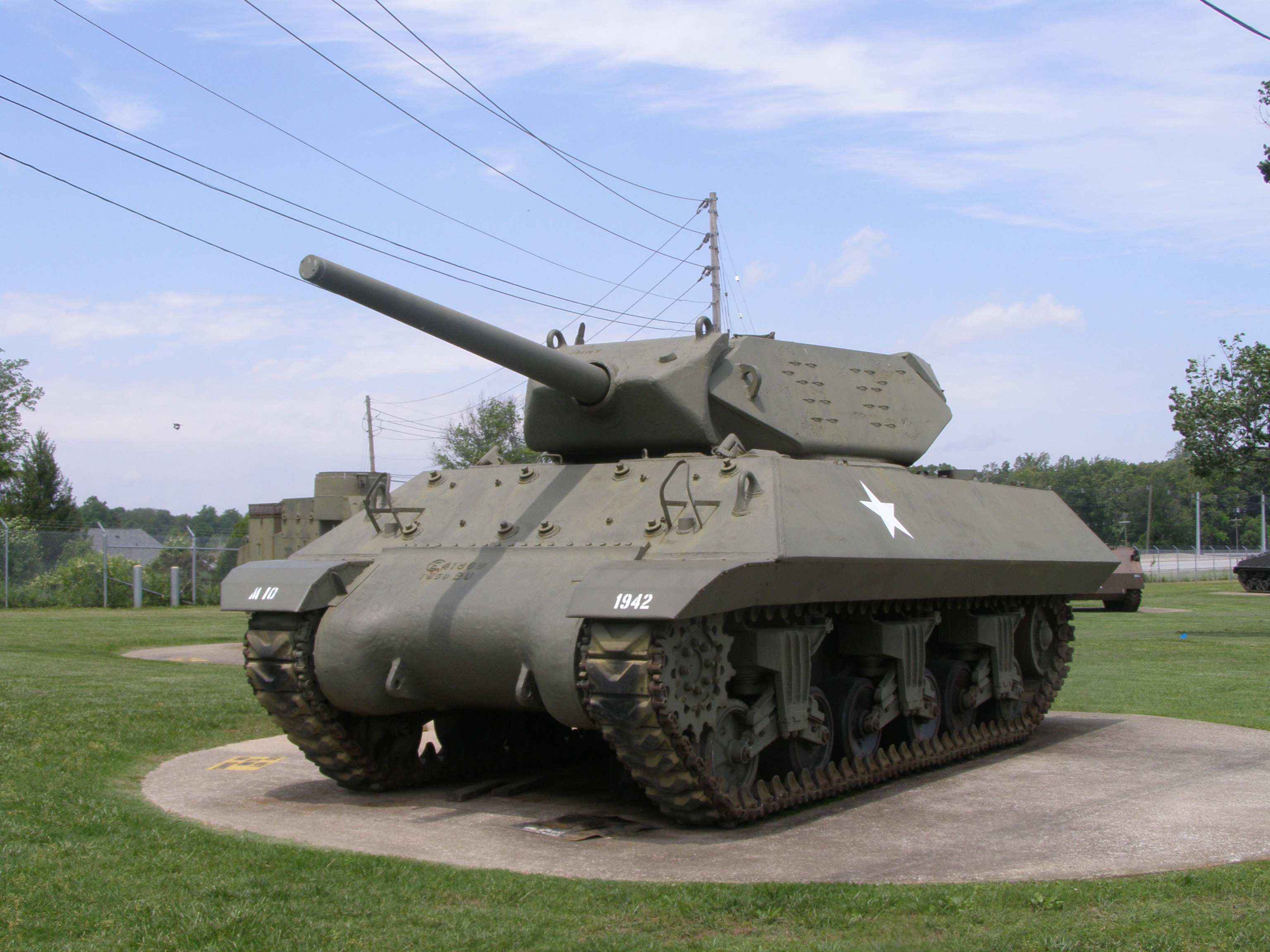
M10ウルヴァリン戦車駆逐車
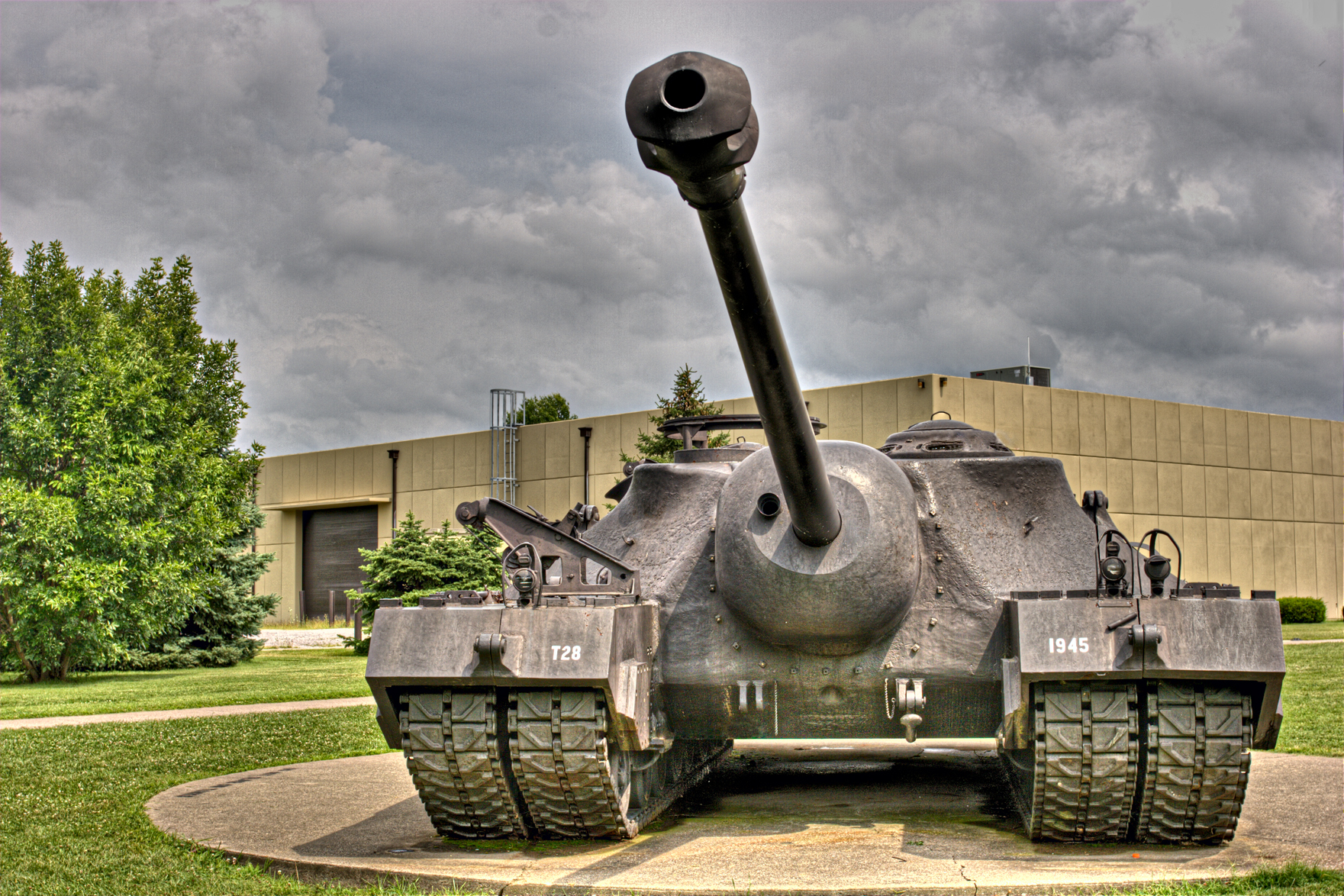
T28超重戦車